# Screen Actors Guild Award/Bester Darsteller in einem Fernsehfilm oder Miniserie

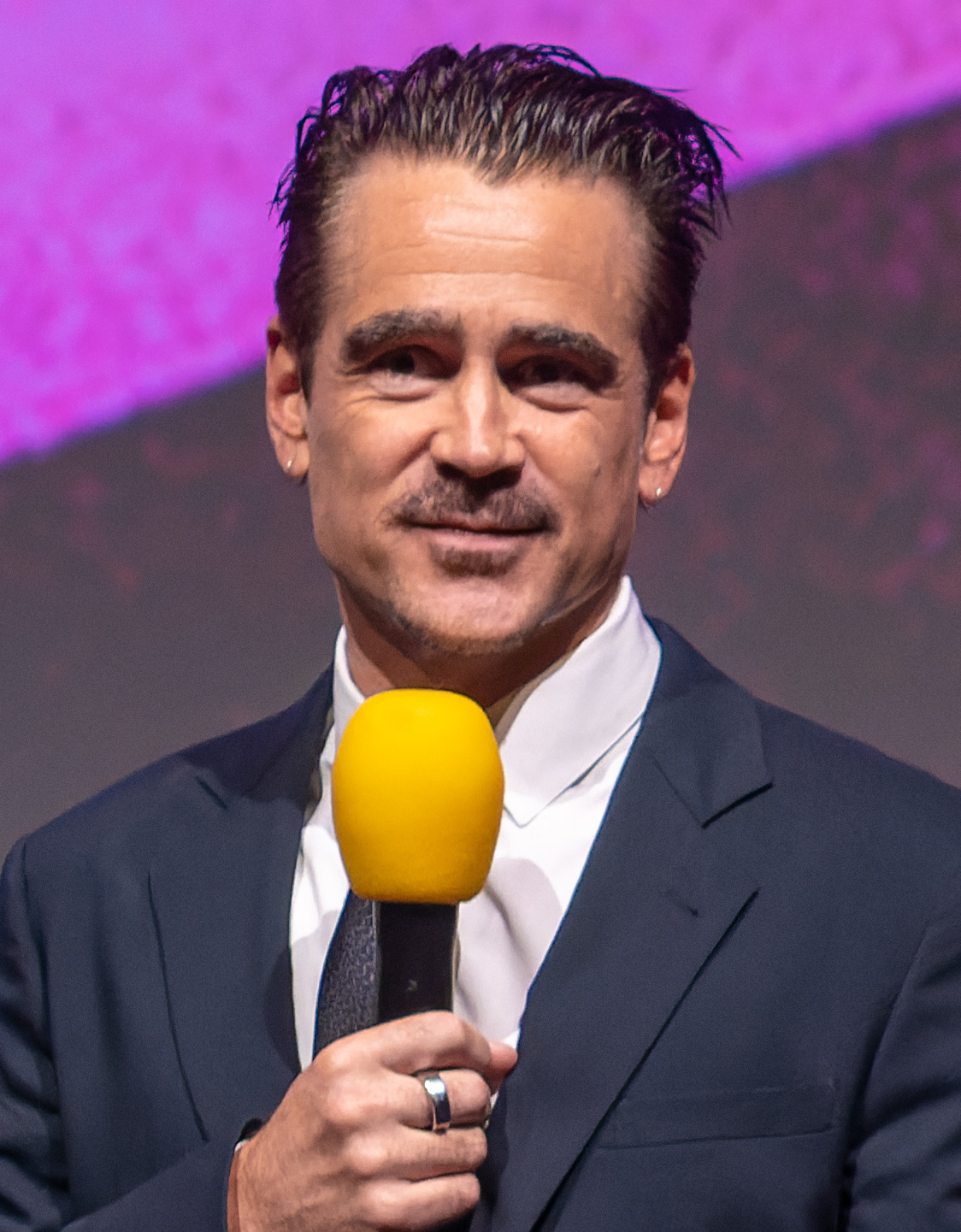
Preisträger 2025: Colin Farrell (The Penguin)

Der Screen Actors Guild Award in der Kategorie Bester Darsteller in einem Fernsehfilm oder Miniserie (Originalbezeichnung: Outstanding Performance by a Male Actor in a Miniseries or Television Movie) ist eine der Auszeichnungen, die jährlich in den Vereinigten Staaten von der Screen Actors Guild, einer Gewerkschaft von Schauspielern, verliehen werden. Sie richtet sich an Schauspieler, die eine hervorragende Leistung in einer Haupt- oder Nebenrolle in einem Fernsehfilm oder einer Miniserie erbracht haben. Die Kategorie wurde 1995 ins Leben gerufen. Die Gewinner werden in einer geheimen Abstimmung durch die Vollmitglieder der Gewerkschaft ermittelt.

## Statistik
Die Kategorie Bester Darsteller in einem Fernsehfilm oder Miniserie wurde zur ersten Verleihung im Februar 1995 geschaffen. Seitdem wurden an 27 verschiedene Schauspieler eine Gesamtanzahl von 31 Preisen in dieser Kategorie verliehen. Der erste Preisträger war Raúl Juliá, der 1995 postum für seine Rolle als Chico Mendes in John Frankenheimers Filmdrama Flammen des Widerstands – Der Kampf des Chico Mendes ausgezeichnet wurde. Der bisher letzte Preisträger war Colin Farrell, der 2025 für seine Rolle als Oswald Cobb in der Max-Krimiserie The Penguin geehrt wurde.
Ältester Gewinner mit 81 Jahren war 2006 der US-Amerikaner Paul Newman (Empire Falls – Schicksal einer Stadt); älteste nominierte Schauspieler mit ebenfalls 81 Jahren waren 2006 Newmann und 2019 der Brite Anthony Hopkins (King Lear). Jüngster Gewinner mit 31 Jahren war 2019 der US-Amerikaner Darren Criss (American Crime Story); jüngster nominierter Schauspieler mit 22 Jahren 2020 sein Landsmann Jharrel Jerome (When They See Us).
| Statistik                          | Schauspieler    | Anzahl | Jahre              |
| ---------------------------------- | --------------- | ------ | ------------------ |
| Häufigste Auszeichnungen           | Gary Sinise     | 2      | 1996, 1998         |
|                                    | Al Pacino       | 2      | 2004, 2011         |
|                                    | Paul Giamatti   | 2      | 2009, 2012         |
|                                    | Mark Ruffalo    | 2      | 2015, 2021         |
| Häufigste Nominierungen (* = Sieg) | Gary Sinise     | 3      | 1995, 1996*, 1998* |
|                                    | James Garner    | 3      | 1995, 1996, 1999   |
|                                    | William H. Macy | 3      | 2003*, 2005, 2007  |
|                                    | Ed Harris       | 3      | 1997, 2006, 2013   |
|                                    | Al Pacino       | 3      | 2004*, 2011*, 2014 |
|                                    | Jeremy Irons    | 3      | 2007*, 2010, 2014  |
|                                    | Ben Kingsley    | 3      | 1999, 2002*, 2016  |
|                                    | John Turturro   | 3      | 2003, 2008, 2017   |
|                                    | Kevin Kline     | 3      | 2008*, 2010, 2025  |
| Häufigste Nominierungen ohne Sieg  | James Garner    | 3      | 1995, 1996, 1999   |
|                                    | Ed Harris       | 3      | 1997, 2006, 2013   |
|                                    | John Turturro   | 3      | 2003, 2008, 2017   |

## Gewinner und Nominierte
Die unten aufgeführten Fernsehfilme und Miniserien werden mit ihrem deutschen Ausstrahlungstitel (sofern ermittelbar) angegeben, danach folgt in Klammern in kursiver Schrift der fremdsprachige Originaltitel. Die Nennung des Originaltitels entfällt, wenn deutscher und fremdsprachiger Filmtitel identisch sind. Die Gewinner stehen hervorgehoben in fetter Schrift an erster Stelle.

### 1995–2000
1995
Raúl Juliá (postum) – Flammen des Widerstands – Der Kampf des Chico Mendes (The Burning Season)
James Garner – Detektiv Rockford – L. A. – Ich liebe dich (The Rockford Files: I Still Love L.A.)
John Malkovich – Heart of Darkness
Gary Sinise – Stephen Kings The Stand – Das letzte Gefecht (The Stand)
Forest Whitaker – Der Feind in den eigenen Reihen (The Enemy Within)
1996
Gary Sinise – Truman – Der Mann, der Geschichte schrieb (Truman)
Alec Baldwin – Endstation Sehnsucht (A Streetcar Named Desire)
Laurence Fishburne – Die Ehre zu fliegen (The Tuskegee Airmen)
James Garner – Detektiv Rockford – Ende gut, alles gut (The Rockford Files: A Blessing in Disguise)
Tommy Lee Jones – Einmal Cowboy, immer ein Cowboy (The Good Old Boys)
1997
Alan Rickman – Rasputin
Armand Assante – Der Untergang der Cosa Nostra (Gotti)
Beau Bridges – Zwischen den Welten (Hidden in America)
Robert Duvall – Der Mann, der Eichmann jagte (The Man Who Captured Eichmann)
Ed Harris – Lassiter – Erbarmungslos und gefährlich (Riders of the Purple Sage)
1998
Gary Sinise – Wallace (George Wallace)
Jack Lemmon – Die 12 Geschworenen (12 Angry Men)
Sidney Poitier – Mandela und de Clerk – Zeitenwende (Mandela and De Klerk)
Ving Rhames – Don King – Das gibt’s nur in Amerika (Don King: Only In America)
George C. Scott – Die 12 Geschworenen (12 Angry Men)
1999
Christopher Reeve – Das Fenster zum Hof (Rear Window)
Charles S. Dutton – Blindes Vertrauen (Blind Faith)
James Garner – Legalese
Ben Kingsley – The Tale of Sweeney Todd
Ray Liotta – Frank Sinatra and the Rat Pack (The Rat Pack)
Stanley Tucci – Winchell
2000
Jack Lemmon – Dienstags bei Morrie (Tuesdays with Morrie)
Hank Azaria – Dienstags bei Morrie (Tuesdays with Morrie)
Peter Fonda – Ayn Rand – Leben und Liebe für die Literatur (The Passion of Ayn Rand)
George C. Scott (postum) – Wer Sturm sät (Inherit the Wind)
Patrick Stewart – A Christmas Carol – Die Nacht vor Weihnachten (A Christmas Carol)

### 2001–2010
2001
Brian Dennehy – Death of a Salesman
Alec Baldwin – Nürnberg – Im Namen der Menschlichkeit (Nuremberg)
Brian Cox – Nürnberg – Im Namen der Menschlichkeit (Nuremberg)
Danny Glover – Freiheitsmarsch (Freedom Song)
John Lithgow – Don Quichotte (Don Quijote)
James Woods – Dirty Pictures
2002
Ben Kingsley – Anne Frank (Anne Frank: The Whole Story)
Alan Alda – Clubland – Stars and Secrets (Club Land)
Richard Dreyfuss – The Day Reagan Was Shot
James Franco – James Dean
Gregory Hines – Bojangles
2003
William H. Macy – Von Tür zu Tür (Door to Door)
Albert Finney – Churchill – The Gathering Storm (The Gathering Storm)
Brad Garrett – Die Jackie Gleason Story (Gleason)
Sean Hayes – Martin and Lewis
John Turturro – Monday Night Mayhem
2004
Al Pacino – Engel in Amerika (Angels in America)
Justin Kirk – Engel in Amerika (Angels in America)
Paul Newman – Our Town
Forest Whitaker – Deacons for Defense
Jeffrey Wright – Engel in Amerika (Angels in America)
2005
Geoffrey Rush – The Life and Death of Peter Sellers
Jamie Foxx – Redemption – Früchte des Zorns (Redemption: The Stan Tookie Williams Story)
William H. Macy – Der Schutzengel (The Wool Cap)
Barry Pepper – Dale Earnhardt – Ein amerikanischer Held (3: The Dale Earnhardt Story)
Jon Voight – Die fünf Menschen, die dir im Himmel begegnen (The Five People You Meet in Heaven)
2006
Paul Newman – Empire Falls – Schicksal einer Stadt (Empire Falls)
Kenneth Branagh – Warm Springs
Ted Danson – Das Spiel des Lebens (Knights of the South Bronx)
Ed Harris – Empire Falls – Schicksal einer Stadt (Empire Falls)
Christopher Plummer – Our Fathers
2007
Jeremy Irons – Elizabeth I
Thomas Haden Church – Broken Trail
Robert Duvall – Broken Trail
William H. Macy – Nightmares & Dreamscapes: Nach den Geschichten von Stephen King (Nightmares & Dreamscapes: From the Stories of Stephen King)
Matthew Perry – The Ron Clark Story
2008
Kevin Kline – As You Like It
Michael Keaton – The Company – Im Auftrag der CIA (The Company)
Oliver Platt – The Bronx Is Burning
Sam Shepard – Ruffian – Die Wunderstute (Ruffian)
John Turturro – The Bronx Is Burning
2009
Paul Giamatti – John Adams – Freiheit für Amerika (John Adams)
Ralph Fiennes – Bernard and Doris
Kevin Spacey – Recount
Kiefer Sutherland – 24: Redemption
Tom Wilkinson – John Adams – Freiheit für Amerika (John Adams)
2010
Kevin Bacon – Taking Chance
Cuba Gooding junior – Begnadete Hände – Die Ben Carson Story (Gifted Hands: The Ben Carson Story)
Jeremy Irons – Georgia O’Keeffe
Kevin Kline – Cyrano de Bergerac
Tom Wilkinson – A Number

### 2011–2020
2011
Al Pacino – Ein Leben für den Tod (You Don’t Know Jack)
John Goodman – Ein Leben für den Tod (You Don’t Know Jack)
Dennis Quaid – The Special Relationship
Édgar Ramírez – Carlos – Der Schakal (Carlos)
Patrick Stewart – Macbeth
2012
Paul Giamatti – Too Big to Fail – Die große Krise (Too Big to Fail)
Laurence Fishburne – Thurgood
Greg Kinnear – Die Kennedys (The Kennedys)
Guy Pearce – Mildred Pierce
James Woods – Too Big to Fail – Die große Krise (Too Big to Fail)
2013
Kevin Costner – Hatfields & McCoys
Woody Harrelson – Game Change – Der Sarah-Palin-Effekt (Game Change)
Ed Harris – Game Change – Der Sarah-Palin-Effekt (Game Change)
Clive Owen – Hemingway & Gellhorn
Bill Paxton – Hatfields & McCoys
2014
Michael Douglas – Liberace – Zu viel des Guten ist wundervoll (Behind the Candelabra)
Matt Damon – Liberace – Zu viel des Guten ist wundervoll (Behind the Candelabra)
Jeremy Irons – The Hollow Crown
Rob Lowe – Killing Kennedy
Al Pacino – Der Fall Phil Spector (Phil Spector)
2015
Mark Ruffalo – The Normal Heart
Adrien Brody – Houdini
Benedict Cumberbatch – Sherlock: Sein letzter Schwur (His Last Vow)
Richard Jenkins – Olive Kitteridge
Billy Bob Thornton – Fargo
2016
Idris Elba – Luther
Ben Kingsley – Tut – Der größte Pharao aller Zeiten (Tut)
Ray Liotta – Texas Rising
Bill Murray – A Very Murray Christmas
Mark Rylance – Wölfe (Wolf Hall)
2017
Bryan Cranston – Der lange Weg (All the Way)
Riz Ahmed – The Night Of – Die Wahrheit einer Nacht (The Night Of)
Sterling K. Brown – American Crime Story (The People v. O. J. Simpson: American Crime Story)
John Turturro – The Night Of – Die Wahrheit einer Nacht (The Night Of)
Courtney B. Vance – American Crime Story (The People v. O. J. Simpson: American Crime Story)
2018
Alexander Skarsgård – Big Little Lies
Benedict Cumberbatch – Sherlock: Der lügende Detektiv (The Lying Detective)
Jeff Daniels – Godless
Robert De Niro – The Wizard of Lies – Das Lügengenie (The Wizard of Lies)
Geoffrey Rush – Genius (Genius: Einstein)
2019
Darren Criss – American Crime Story (The Assassination of Gianni Versace: American Crime Story)
Antonio Banderas – Genius (Genius: Picasso)
Hugh Grant – A Very English Scandal
Anthony Hopkins – King Lear
Bill Pullman – The Sinner
2020
Sam Rockwell – Fosse/Verdon
Mahershala Ali – True Detective
Russell Crowe – The Loudest Voice
Jared Harris – Chernobyl
Jharrel Jerome – When They See Us

### 2021–2030
2021
Mark Ruffalo – I Know This Much Is True
Bill Camp – Das Damengambit (The Queen’s Gambit)
Daveed Diggs – Hamilton
Hugh Grant – The Undoing
Ethan Hawke – The Good Lord Bird
2022
Michael Keaton – Dopesick
Murray Bartlett – The White Lotus
Oscar Isaac – Scenes from a Marriage
Ewan McGregor – Halston
Evan Peters – Mare of Easttown
2023
Sam Elliott – 1883
Steve Carell – The Patient
Taron Egerton – In with the Devil (Black Bird)
Paul Walter Hauser – In with the Devil (Black Bird)
Evan Peters – Dahmer – Monster: Die Geschichte von Jeffrey Dahmer (Dahmer – Monster: The Jeffrey Dahmer Story)
2024
Steven Yeun – Beef
Matt Bomer – Fellow Travelers
Jon Hamm – Fargo
David Oyelowo – Lawmen: Bass Reeves
Tony Shalhoub – Mr. Monk’s Last Case: A Monk Movie
2025
Colin Farrell – The Penguin
Javier Bardem – Monster: Die Geschichte von Lyle und Erik Menendez (Monsters: The Lyle and Erik Menendez Story)
Richard Gadd – Rentierbaby (Baby Reindeer)
Kevin Kline – Disclaimer
Andrew Scott – Ripley